# Berzerk (singolo)
Berzerk è un singolo del rapper statunitense Eminem, pubblicato il 25 agosto 2013 come primo estratto dall'ottavo album in studio The Marshall Mathers LP 2.

## Video musicale
Il videoclip ha ricevuto un'anteprima il 7 settembre 2013 durante la partita dei Notre Dame-Michigan, per poi essere pubblicato attraverso Vevo due giorni più tardi. Esso ha visto i cameo di Kid Rock, Kendrick Lamar, degli Slaughterhouse e del produttore Rick Rubin.
Nel video si può inoltre vedere Eminem nuovamente biondo: ciò potrebbe significare il ritorno dell'alter ego Slim Shady.

## Tracce
Download digitale
1. Berzerk – 3:58

CD singolo (Europa)
1. Berzerk (Explicit) – 3:59
2. Berzerk (Edited) – 3:58